# Ferdinand Friedrich von Reuss
Ferdinand Friedrich von Reuss, född den 18 februari 1778 i Tübingen, död den 14 april 1852 i Stuttgart, var en tysk naturvetenskapsman.
Reuss blev 1800 medicine doktor i Tübingen, 1801 docent i medicinsk kemi vid universitetet i Göttingen, 1804 extra ordinarie och 1808 ordinarie professor i kemi vid universitetet i Moskva, där han verkade till 1832. Han var dessutom professor i kemi och farmakografi vid Moskvaavdelningen av kejserliga ryska medikokirurgiska akademien, erhöll 1839 pension och tillbragte sina sista levnadsår i Stuttgart. 
von Reuss utövade en mångsidig vetenskaplig författarverksamhet inom fysikens, kemiens och medicinens områden samt forskade särskilt om den elektriska strömmens verkningar vid dess gång genom vätskor; bland annat är han känd som upptäckare (1809) av det fenomen, som kallas elektrisk endosmos. År 1830 utgav von Reuss på ryska en skrift "Om bruket av klor som skydd mot kolera".